# Pustodol Začretski
Pustodol Začretski – wieś w Chorwacji, w żupanii krapińsko-zagorskiej, w gminie Sveti Križ Začretje. W 2011 roku liczyła 231 mieszkańców.